# Little Girl Blue
Little Girl Blue från 1959 är Nina Simones debutalbum. Simone var vid den här tiden i 25-årsåldern och strävade fortfarande efter en karriär som konsertpianist. Hon sålde rättigheterna för albumet till skivbolaget för 3 000 dollar och förlorade därmed mer än en miljon dollar i utebliven royalty. Simone var missnöjd med Bethlehems marknadsföring och bytte därför snabbt till Colpix Records. 
Originalalbumet från lanserades i mono, men en stereoversion kom senare samma år.

## Information om sångerna
- "I Loves You Porgy", ur George Gershwins opera Porgy och Bess, inledde Simones karriär. Singeln blev hennes enda Billboard Top 20-hit i USA.
- "My Baby Just Cares for Me" var Simones största hit. Den ganska obskyra sången blev en hit när den återutgavs 1987 och användes i reklamen för parfymen Chanel N° 5. Den hjälpte den då nästan helt bortglömda Simone tillbaka till rampljuset.
- "Central Park Blues" skapades och spelades in i en enda tagning. Skivbolaget behövde ytterligare en sång och Simone fick inspiration av ett foto från Central Park taget tidigare på dagen.
- "Little Girl Blue" är ett modernt exempel på quodlibet. Simone kombinerar här text och musik av Rodgers/Hart med melodin från en populär carol, "Good King Wenceslas".

## Låtlista
1. Mood Indigo (Duke Ellington/Barney Bigard/Irving Mills) – 4:03
2. Don't Smoke in Bed (Willard Robinson) – 3:12
3. He Needs Me (Arthur Hamilton) – 2:30
4. Little Girl Blue (Richard Rodgers/Lorenz Hart) – 4:19
5. Love Me or Leave Me (Walter Donaldson/Gus Kahn) – 3:23
6. My Baby Just Cares for Me (Walter Donaldson/Gus Kahn) – 3:39
7. Good Bait (Tadd Dameron/Count Basie) – 5:28
8. Plain Gold Ring (George Stone) – 3:51
9. You'll Never Walk Alone (Richard Rodgers/Oscar Hammerstein) – 3:47
10. I Loves You, Porgy (George Gershwin/Ira Gershwin/DuBose Heyward) – 4:11
11. Central Park Blues (Nina Simone) – 3:07

## Musiker
- Nina Simone – sång, piano
- Jimmy Bond – bas
- Al 'Tootie' Heath – trummor